# Паркуль-Шено
Паркуль-Шено (фр. Parcoul-Chenaud) — муніципалітет у Франції, у регіоні Нова Аквітанія, департамент Дордонь. Паркуль-Шено утворено 1 січня 2016 року шляхом злиття муніципалітетів Шено i Паркуль. Адміністративним центром муніципалітету є Паркуль. Населення — 800 осіб (01.01.2021).